# Opération Outward

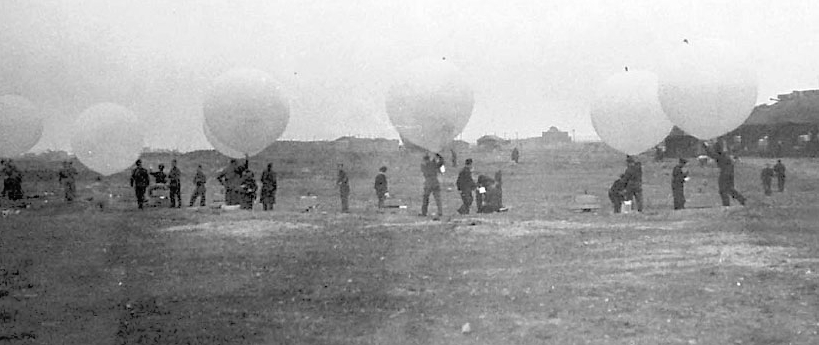
Personnels du Women's Royal Naval Service lachant des ballons lors de l'opération Outward à Felixstowe (1942-1944)

L'opération Outward est une campagne de bombardements britannique, durant la Seconde Guerre mondiale, utilisant des ballons à gaz sans pilote. Ces ballons peu coûteux, lâchés depuis la Grande-Bretagne, dérivent vers les pays conquis ou alliés des Allemands. Un certain nombre laissent traîner un filin d’acier qui, entrant en contact avec les lignes électriques, cause un court-circuit. D’autres transportent  des bombes incendiaires pour déclencher des feux de forêts et de landes.

## Description
Entre le 20 mars 1942 et le 4 septembre 1944, les Britanniques lâchent 99 142 ballons à l’hydrogène. Parmi ce nombre, 53 343 transportent des bombes incendiaires faites de trois sacs remplis de 2,7 kg de liquide inflammable. Les autres laissent traîner un filin d’acier pour causer des courts-circuits aux lignes de distribution électrique.
Les ballons sont très peu sophistiqués, ne devant parcourir que quelques centaines de kilomètres à une altitude de 4 900 mètres. Aucun contrôle d’altitude par délestage de sacs de sable, ni de valve pour contrôler le gonflement du ballon ne sont nécessaires, contrairement au projet Fugo japonais, plus connu. Les ballons sont donc très peu coûteux, estimés à 35 shillings chacun.

## Histoire

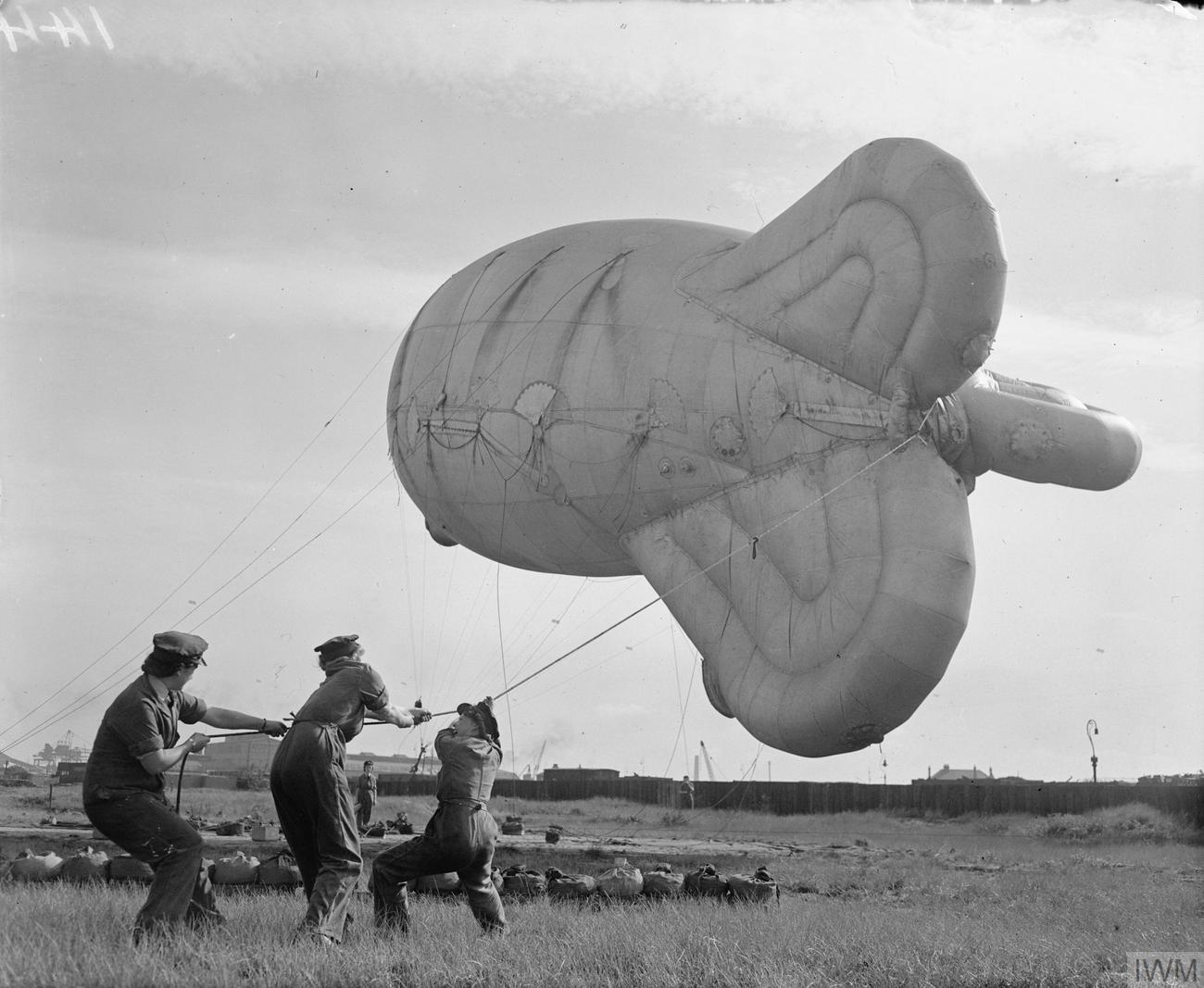
Auxiliaires militaires féminines manipulant un ballon à gaz du Royal Air Force Balloon Command.

En 1937, les Britanniques étudient les effets d’un filin traînant sous un ballon lorsqu'il vient à entrer en contact avec des fils électriques. Le but est de connaître les dommages que pourrait causer un ballon de barrage dont les amarres se rompraient. Durant l’hiver 1939-1940 (la « drôle de guerre »), certains officiers de l'état-major proposent de lâcher des ballons depuis la France vers les troupes allemandes, en y attachant des bombes. Un transmetteur à bord permettrait de les suivre par triangulation, et un récepteur servirait à activer un mécanisme de largage des bombes. L’idée devient caduque après la déroute de mai 1940.
Dans la nuit du 17 au 18 septembre 1940, une tempête brise les attaches de plusieurs ballons de barrage du Royal Air Force Balloon Command, qui traversent alors la mer du Nord. Ils coupent le courant en Suède et au Danemark ce qui entraîne l'arrêt de plusieurs trains, et l’antenne de la radio internationale de Suède est renversée. Cinq ballons atteignent même la Finlande. Le tout confirme le rapport de l’expérience de 1937, et un rapport est envoyé au cabinet de guerre de Winston Churchill le 23 septembre. Ce dernier ordonne une étude sur l’utilisation possible de ballons pour attaquer l’Allemagne. L’Air Ministry répond défavorablement, en partie parce que le ministère de la production aérienne ne considère pas les ballons comme une arme efficace.
Cependant, l’Amirauté britannique se montre plus réceptive et conclut que le coût serait minime, tout en ne mettant aucun soldat en danger. Elle estime que le réseau électrique allemand est vulnérable à de telles attaques. En effet, de larges zones de forêts et de landes recouvrent le pays ce qui forcerait les forces allemandes à utiliser du personnel en grand nombre pour prévenir ou lutter contre des feux et courts-circuits causés au hasard. De plus, les vents à près de 5 kilomètres d’altitude soufflant d’Ouest en Est, il est peu probable que les forces allemandes puissent utiliser le même procédé en retour.
Après un long débat entre l’Air Ministry et l’Amirauté, le comité des Chefs d'État-major donne son accord, en septembre 1941, pour un site de lancement à Landguard Fort (en), près de Felixstowe dans le Suffolk. Les premiers ballons sont lâchés le 20 mars 1942 et, en quelques jours, plusieurs feux de forêts sont signalés près de Berlin et Tilsit. Des messages de la Luftwaffe sont interceptés et informent les Britanniques que les avions de chasse allemands ont essayé de descendre les ballons, ce qui montre un effet certain sur l’utilisation du carburant, des avions et du personnel. Les coûts du harcèlement et de la mobilisation chez les Allemands se montrent bien supérieurs au coût des ballons, et les Britanniques sont donc encouragés dans leur projet. En juillet, un deuxième site de lancement est inauguré à Oldstairs Bay près de Douvres.
Cette opération emploie environ 300 personnes de la Royal Navy, en majorité des femmes, et son coût total est estimé à environ 220 000 livres sterling.

## Effets
Le 12 juillet 1942, le filin d’un ballon touche une ligne à haute tension (110 000 volts) près de Leipzig, causant une surcharge à la sous-station de Böhlen et déclenche un feu qui la détruit. C'est le plus grand succès de l’opération Outward. Souvent interrompue lors de bombardements alliés sur l’Allemagne pour ne pas nuire aux bombardiers, elle se poursuit jusqu’au 4 septembre 1944. Les lâchers deviennent très sporadiques après le débarquement de Normandie.
Comme la trajectoire des ballons dépendait des aléas du vent, ils ont frappé également des pays neutres. Par exemple, les 19-20 janvier 1944, deux trains sont entrés en collision à Laholm en Suède, après qu’un des ballons ait mis hors circuit la signalisation ferroviaire. De plus des défaillances dans le mécanisme de réglage d'altitude ont fait que de tels ballons sont tombés en Belgique dans une zone allant de Tournai à Andenne.